# Mohelia nigricauda
Mohelia nigricauda är en tvåvingeart som beskrevs av Loïc Matile 1979. Mohelia nigricauda ingår i släktet Mohelia och familjen svampmyggor. Inga underarter finns listade i Catalogue of Life.